# مقياس تقدير المعلم للتلميذ
يعد مقياس تقدير المعلم للتلميذ (GRS) هو تقييمًا مدرسيًا للتلاميذ. وعادةً ما يتم استخدامه في عمليات قبول الطلاب الموهوبين والمتفوقين. يتم استخدام المقياس بواسطة معلم يعرف الطفل جيدًا. ويقوم المعلم بتقييم سلوكيات محددة تشير إلى وجود موهبة تمت ملاحظتها على مدار الوقت.

## معلومات تاريخية
لقد تطورت مقاييس التقدير منذ أوائل سبعينيات القرن العشرين للتقييم العام للقياس النفسي وعلم النفس المرضي الخاص بالأطفال.
قام كل من الدكتور ستيفن أيرا فايفير (1950 -) والدكتورة تانيا جاروزويتش بكتابة «مقاييس تقدير المعلم للتلميذ» والتي صدرت للمرة الأولى في عام 2003. ويتم إكمال مقياس تقدير المعلم للتلميذ عبر مجموعة من التقييمات التي يجريها المعلم وهو يقيس المواهب على مستويات متعددة.
إن المقياس GRS-P المصمم للاستخدام مع الأطفال في مرحلة ما قبل المدرسة ورياض الأطفال يقوم بتقييم الأطفال على خمسة مستويات:
1. القدرة العقلية
2. القدرة الأكاديمية
3. الإبداع
4. الموهبة الفنية
5. الدافع

ويقيم المقياس GRS-S، المصمم للاستخدام مع الأطفال في الصفوف من الأول إلى الثامن الأطفال، على ستة مستويات:
1. القدرة العقلية
2. القدرة الأكاديمية
3. الإبداع
4. الموهبة الفنية
5. القدرة على القيادة
6. الدافع

بالرغم من وجود بعض الشكوك — التي تحيط بنقص خبرة غير المتخصصين وموضوعيتهم وثبات طرق استخدامهم لمقياس تقدير المعلم للتلميذ — يؤكد هاربراس أن مقياس تقدير المعلم للتلميذ لا يسمح بوجود تحيز في الملاحظة ويوفر درجة عالية من الدقة في التقييم وخاصة في المستويات العالية، وذلك بصورة مقصودة.
ومن أفضل مزايا استخدام مقياس تقدير المعلم للتلميذ، مقارنة بالمقابلات، هو أنه يسهل استخدامه وأقل تكلفة من الاختبارات التقليدية واسعة النطاق. وعادةً ما يستغرق إجراؤه وقتًا قليلاً. يمكن تقليل تحيز القائم على التقييم وعدم موضوعيته عن طريق استخدام مجموعة موحدة من الأسئلة، ولكن ما زال ذلك في طور البحث. ويمكن إجراء مقياس تقدير المعلم للتلميذ بانتظام في المدارس؛ وعلى الرغم من أن المقياس نفسه يعد جديدًا إلى حدٍ ما، فعادة ما يكون لمقاييس التقدير بيانات جيدة فيما يتعلق بالصحة والموثوقية.
تم قبول نشر دراسات حول صحة مقياس تقدير المعلم للتلميذ في دوريات منها: الطفل الموهوب ربع السنوية (Gifted Child Quarterly) والتي قبلت نشر ثلاث دراسات حول صحة مقاييس تقدير المعلم للتلميذ، ودورية التقييم التربوي النفسي (Journal of Psychoeducational Assessment) ونشرة روبر (Roeper Review). ومن المهم ملاحظة أن الأبحاث المجراة حول موضوع مقياس تقدير المعلم للتلميذ تم نشرها بواسطة واضعي المقياس أو أحد طلابهم السابقين أو الحاليين. على الأشخاص المهتمين بالأمر مراجعة الاستعراض الموجود في حولية بوروس للتقييم العقلي (Buros Mental Measurement Yearbook) بشأن مقياس تقدير المعلم للتلميذ للتعرف على المزيد من المعلومات حول هذا المقياس وغيره من المقاييس.
إن شركة هاركورت أسيسمنت (Harcourt Assessment) هي وحدة تابعة لدار نشر هاركورت إيديوكاشن (Harcourt Education) والتي تعد جزءًا من مجموعة رييد السفير (Reed Elsevier Group plc.).

## أوجه الانتقاد
إن مقياس تقدير المعلم للتلميذ لم يصل حتى الآن إلى المستوى المقبول عادةً بواسطة رابطات البحوث الكبرى (المجلس الوطني لمعلمي الرياضيات (NCTM)، الرابطة الأمريكية لبحوث التربية والتعليم (AERA)، ورابطة علم النفس الأمريكية (APA)). وعلى هذا النحو فإن استخدامه في تحديد الأطفال الموهوبين والمتفوقين في هذا الوقت موضع تساؤل. وعلى الرغم من أن مقياس تقدير المعلم للتلميذ هو ضمن الفئة الأفضل من مقاييس التقدير المصممة للاستخدام في تحديد الأطفال الموهوبين والمتفوقين، فهو أيضًا أكثرها تكلفة إلى حد كبير.
يعد التقييم باستخدام مقياس تقدير المعلم للتلميذ مثيرًا للجدل حيث إن، من ضمن أسباب أخرى، لا يقوم الأطفال الموهوبون عقليًا بدرجة عالية غالبًا «بإرضاء المعلمين» ويمكن أن يساء فهمهم أو تقييمهم بصورة متحيزة وخاصة بواسطة غير المتخصصين الذين لا توجد لديهم خبرة في التعامل مع الموهوبين. علاوة على ذلك، لا يمكن للقائمين على التقييم فهم بعض السمات المحببة أو غير المحببة، مثل فرط النشاط أو عدم الانتباه أوالعدوانية أو العناد، أو تخمينها أو تحديد العوامل المسببة لها.
وبصفة عامة، مقاييس التقدير تكون عرضة لتحيز القائم على التقييم حيث يعتمد ذلك على سمات الشخص. ويمثل ذلك مشكلة خاصة للأطفال الذين يتم تقييمهم للقبول في رياض الأطفال لأن مؤهلات القائمين على التقييم في مرحلة ما قبل المدرسة تختلف اختلافًا كبيرًا. فبعض التغييرات الطفيفة في صياغة التعليمات أو صياغة العناصر نفسها قد يكون لها تأثير كبير على استجابة الطفل.
تعتمد البيانات التي تم الحصول عليها من التقييم كلية على معرفة القائم على التقييم بالطفل. فعليًا، القائم على تقييم أحد الأطفال في مرحلة ما قبل المدرسة ليس بالضرورة الشخص نفسه الذي يقضي وقتًا مع الطفل.
تعتبر مقاييس التقدير محصورة بوجه عام إلى منظور المستجيب؛ حيث سيتم تجاوز بعض المعلومات التي قد تكون ذات صلة بالموضوع ولكن غير متضمنة في عناصر المقياس. فمن غير الممكن في مقاييس التقدير استكشاف استجابات المجيب وخبراته الشخصية أو ملاحظة سلوكياته بصورة مباشرة.
وحيث إن مقياس تقدير المعلم للتلميذ يتم إجراؤه بواسطة أفراد غير متخصصين فيؤكد النقاد أن في أنظمة المدارس الكبيرة، مثل تلك الموجودة في مدينة نيويورك، إمكانية احتواء مشكلات ثبات طرق التقييم بصورة مقبولة داخل مناطق؛ ولكنه سيكون مضرًا بالنسبة للطلاب الذين تم قبولهم في مدارس أكثر صرامة للموهوبين عقليًا على مستوى المدينة.
ففي حالة المدارس الحكومية في مدينة نيويورك، يمثل في الأساس استخدام مقياس تقدير المعلم للتلميذ واختبار القدرة المدرسية لاوتيس لينون (OLSAT) معًا تغير في الاتجاه بعيدًا عن استخدام اختبارات نسبة الذكاء بوصفها المعيار الأساسي للتعرف على الأطفال من ذوي الاحتياجات الخاصة. وهي كذلك تزيل أعباء التقييم عن كاهل وزارة التعليم في ولاية نيويورك والتي كانت سابقًا تستخدم عملية تخضع لرقابة شديدة يتم الاستعانة فيها باختصاصيين نفسيين مستقلين ومعتمدين مسبقًا (والذين كانوا يستخدمون مقياس ستانفورد بينيه حتى عام 2007) وتلقي بغالبية هذه الأعباء على شركة نشر وأفراد غير متخصصين.
يصعب تحديد نسبة الذكاء بدقة في أفضل 5%. وما زال مقياس تقدير المعلم للتلميذ جديدًا للغاية ليتم اعتماده بصورة كافية بوصفه معيارًا للدقة المقبولة عند هذه المستويات.
فغالبًا ما تكون معايير مثل القدرة على القيادة والدافع ذات ترابط عكسي مع نسب الذكاء المرتفعة، لذلك قد يقوم مقياس تقدير المعلم للتلميذ في الواقع باستبعاد الأطفال الأكثر تطلبًا لاهتمام خاص.

## استخدام مقياس تقدير المعلم للتلميذ في التعليم الحكومي
- اعتمدت وزارة التعليم في مدينة نيويورك في عام 2007-2008 استخدام مقياس تقدير المعلم للتلميذ كعنصر يوفر ثلث درجة القبول في برامج الموهوبين والمتفوقين السابقة لمرحلة رياض الأطفال حتى الصف الثالث. ويوفر ثلثي الدرجة الآخرين اختبار القدرة المدرسية لاوتيس لينون. وكان هذا هو العام الوحيد الذي تم فيه استخدام مقياس تقدير المعلم للتلميذ. فبدءًا من عام 2008-2009 استبدلت وزراة التعليم مقياس تقدير المعلم للتلميذ باختبار تقييم الاستعداد من مدرسة براكن (Bracken School Readiness Assessment (BSRA)) وغيرت نسبة توزيع الدرجة بين اختباري BSRA/OLSAT إلى 25/75.
- اعتمدت أنظمة المدارس الحكومية في ولاية أتلانتا في عام 2011-2012 استخدام مقياس تقدير المعلم للتلميذ بوصفه عملية للتأهيل المسبق للاختبار التلقائي للطلاب للقبول في برامج الموهوبين والمتفوقين.

## الإصدارات
الإصدار الثالث — مقاييس تقدير المعلم للتلميذ (GRS) (2003)

## وصلات خارجية
- Dr. Pfeiffer's website at Florida State University
- Post doctoral brief of Dr. Jarosewich's research at Duke University
- Press Release about NYC adopting the GRS at FSU News Archive